# Télévision togolaise
Pour les articles homonymes, voir TVT.
La Télévision Togolaise (TVT) est le nom de l'unique chaîne de télévision d'État togolaise. 

## Histoire de la chaîne
C'est en 1969 que le gouvernement togolais prend officiellement la décision de doter le pays d'une chaîne de télévision nationale afin de promouvoir l'information, l'éducation et le divertissement de la population. Il faut néanmoins attendre le 31 juillet 1973 pour que soient inaugurés par le président Gnassingbé Eyadéma les studios de la télévision togolaise - baptisée officiellement Radio-Télévision de la Nouvelle Marche (RTNM) - et que l'on diffuse les premières émissions de ce nouveau média. Si dans un premier temps seule la région de Lomé était couverte, la création de nouveaux émetteurs dans l'intérieur du pays à Agou, Dapaong et plus récemment à Badou et Atakpamé a permis d'étendre considérablement la zone de diffusion de la télévision nationale.
En 1981, la télévision togolaise commence ses premières émissions en SECAM couleur. En 1990, elle prend le nom de Télévision Togolaise (TVT) qu'elle conserve aujourd'hui.

## Organisation
De la direction dépendent douze divisions chargées de missions aussi diverses que la programmation, la réalisation des émissions, la diffusion ou la production des actualités.

### Dirigeants
Kuessan Yovodevi a été le directeur-général de 2006 à 2018, il était le neuvième à occuper ce poste. Il est remplacé par EPEY Dotsè qui assure l'intérim.

### Capital
La Société nationale de Télévision togolaise est une entité indépendante. Ses revenus lui sont fournis par l'état togolais.

### Siège
Son siège social et ses studios sont implantés dans le quartier administratif de la capitale du pays, Lomé. Elle partage l'enceinte de la radio nationale.

### Moyens
Initialement, la télévision togolaise ne disposait que d'une soixantaine d'agents. Elle en compte aujourd'hui près de 300 dont une trentaine de journalistes formés. Les journalistes-reporters font face à un cruel manque de matériels notamment de caméras professionnelles. Depuis le lancement de son projet de numérisation en 2012, la TVT a commencé à investir dans de nouveaux matériels de pointe et dans la réhabilitation et construction de nouveaux studios. Elle dispose d'un nouveau bâtiment abritant son plus grand studio équipé grâce à la coopération chinoise. En avril 2018, la télévision togolaise a commencé sa diffusion en Full HD.

## Programmes

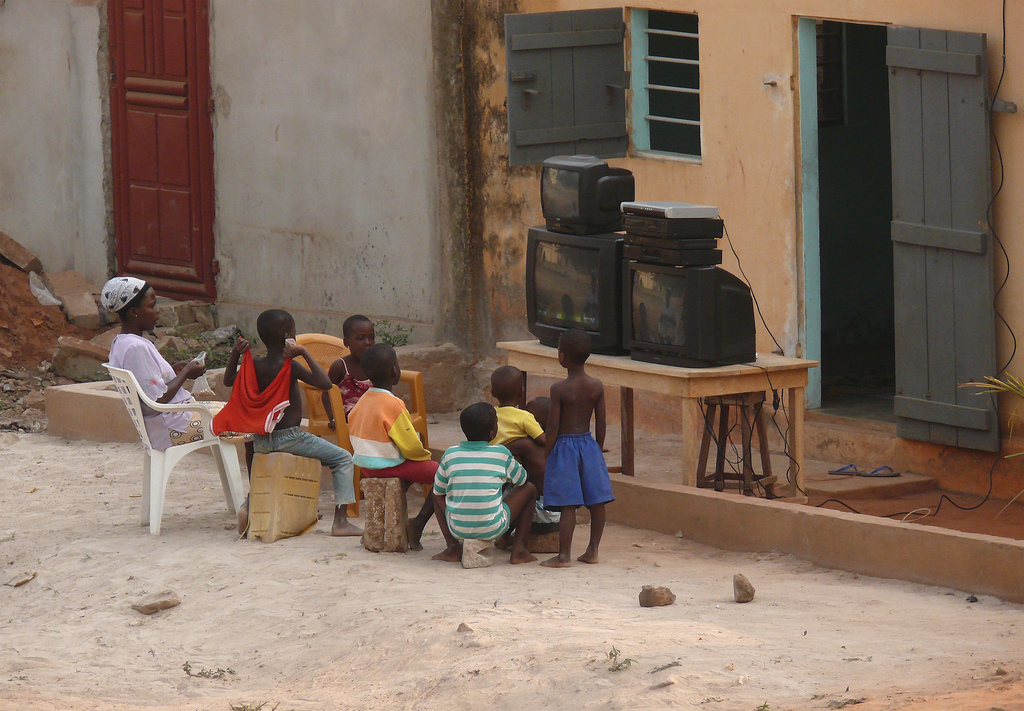
Enfants de Lomé regardant la CAN 2010 à la télévision

La TVT diffuse ses programmes 24h/24. Le dimanche matin, la télévision togolaise diffuse des programmes religieux.
Télévision Togolaise est une chaîne de télévision généraliste diffusant principalement en langue française, mais également en éwé et en kabiyé qui ont toutes deux le statut de langues nationales. Ses principales productions concernent les journaux télévisés (journal de la mi-journée suivi d'une édition en langue des signes à 13 heures, journal en langues vernaculaires à 18 heures 30, journal régional à 19 heures, journal du soir à 20 heures et journal de la nuit en seconde partie de soirée) ainsi que les programmes d'éducation civique, de prévention sanitaire ou les divertissements. Des séries, des sketches, des dessins animés, des documentaires ainsi que des émissions sportives et les talkshow complètent la grille des programmes.

## Diffusion
Depuis 2002, les images de la TVT couvrent presque toute l'étendue du Togo, grâce à des relais et équipes locales implantés dans les plus grandes agglomérations.
La TVT est désormais accessible sur le satellite Eutelsat w4/w7 à 36° Est depuis le 2 novembre 2010 pour élargir son accessibilité et sa visibilité internationale.

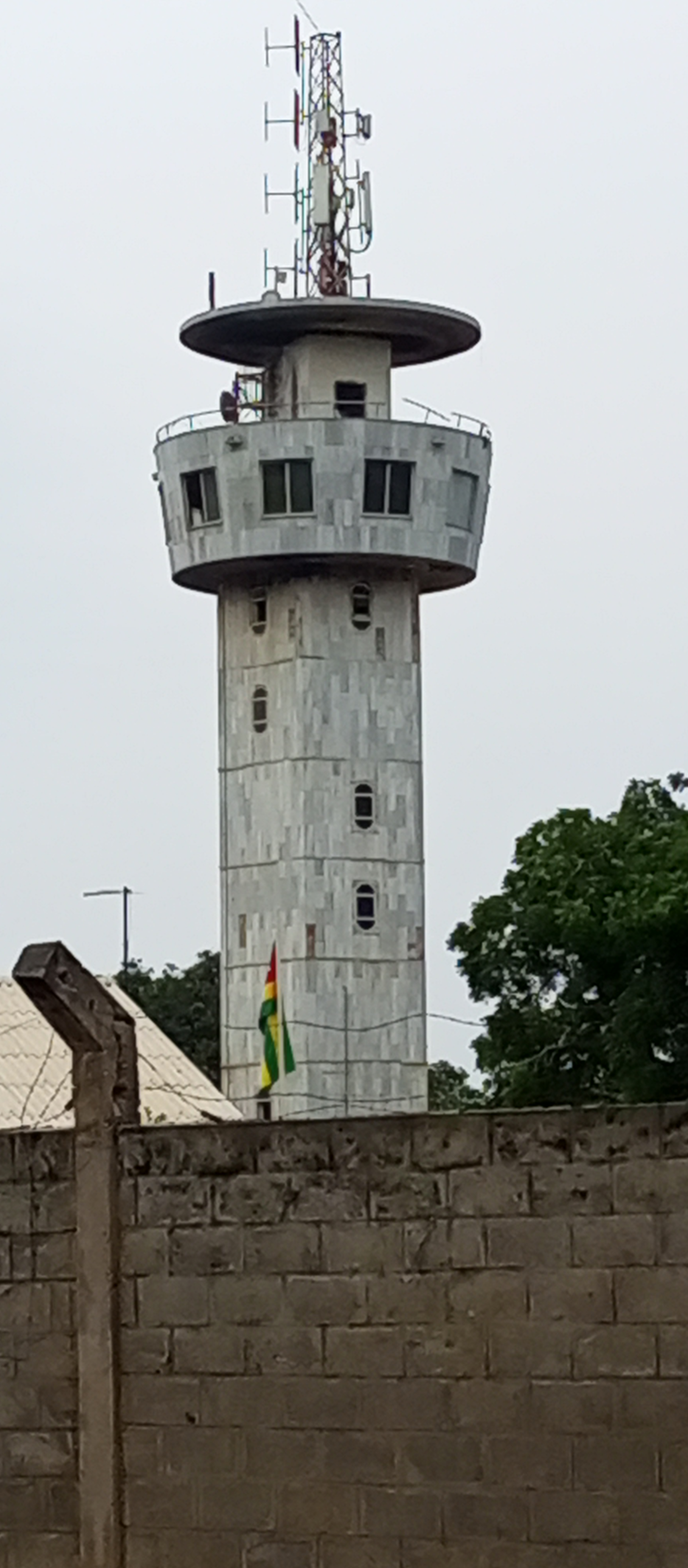
Antenne de la Télévision togolaise